# تيد هاريس (رجل أعمال)
تيد هاريس (بالإنجليزية: Ted Harris)‏ هو شخصية أعمال أسترالي، ولد في 1927.